# Hyophorbe
Hyophorbe es un género con cinco especies de plantas con flores perteneciente a la familia  de las palmeras (Arecaceae).
Es originario de las Islas Mascareñas.

## Taxonomía
El género fue descrito por Joseph Gaertner y publicado en De Fructibus et Seminibus Plantarum. . . . 2: 186, t. 120. 1791.
Etimología
Hyophorbe: nombre genérico que deriva de las palabras griegas: Hys, hyos = "cerdo" y phorbe = "alimentos", en referencia a la última utilización de los frutos como alimento de cerdos.

## Especies
- Hyophorbe amaricaulis
- Hyophorbe indica
- Hyophorbe lagenicaulis
- Hyophorbe vaughanii
- Hyophorbe verschaffeltii